# Ottery St Mary
Ottery St Mary ist eine Stadt und eine Verwaltungseinheit im District East Devon in der Grafschaft Devon, England. Ottery St Mary ist 18,1 km von Exeter entfernt. Im Jahr 2011 hatte es 8439 Einwohner. Ottery St Mary wurde 1086 im Domesday Book als Otrei/Otri erwähnt.

## Persönlichkeiten
- John Coleridge, 1. Baron Coleridge (1820–1894), Anwalt, Richter und Politiker